# Pythonella
Pythonella ist eine Gattung der Kokzidien, die bei Vögeln und Reptilien vorkommt. Die Vertreter der Gattung sind dadurch gekennzeichnet, dass jede Oozyste 16 Sporozysten und diese wiederum jeweils vier Sporozoiten enthält. Sie sind damit die Gattung mit den meisten Sporozoiten pro Oozyste, nämlich 64. Die Infektionsbiologie ist bislang nur wenig erforscht, man nimmt an, dass sich die Vertreter wie bei anderen Eimeriidae über eine Schmierinfektion mittels Oozysten verbreiten. Bislang sind nur drei Arten beschrieben:
- Pythonella bengalensis war die erste beschriebene Art und wurde 1937 bei Pythons in Indien gefunden.
- Pythonella scelopori wurde 1969 beim Stachelleguan Sceloporus aquamosus in Costa Rica nachgewiesen.
- Pythonella scleruri wurde 1999 beim Töpfervogel Sclerurus scansor in Brasilien entdeckt.